# Smyriodes aphronesa
Smyriodes aphronesa är en fjärilsart som beskrevs av Oswald Beltram Lower 1902. Smyriodes aphronesa ingår i släktet Smyriodes och familjen mätare. Inga underarter finns listade i Catalogue of Life.